# Horst Engelhardt
Horst Engelhardt (* 10. Februar 1951 in Leuben; † 22. August 2014 in Eichwerder) war ein deutscher Bildhauer.

## Leben
Nach dem Besuch der Polytechnischen Oberschule erhielt Engelhardt in Meißen und Dresden eine Ausbildung zum Steinmetz. Neben der Arbeit in seinem Beruf machte er 1969 bis 1970 ein Abendstudium an der Hochschule für Bildende Künste in Dresden. 1971 bis 1976 studierte er dort Bildhauerei bei Walter Arnold, Helmut Heinze und Gerd Jaeger. Danach arbeitete er freischaffend als Bildhauer in dem vormaligen Gut Jäckelsbruch in Eichwerder bei Wriezen. 1979 bis 1982 war Engelhardt Meisterschüler bei Werner Stötzer an der Akademie der Künste der DDR. Bis zu seinem Ableben arbeitete er dann wieder als Bildhauer in Eichwerder. Engelhardts Sohn Jörg (* 1978) ist ebenfalls Bildhauer.
Die Grabstelle Engelhardts befindet sich auf dem Friedhof in Eichwerder.

## Rezeption
„Das Werk des Bildhauers Horst Engelhardt ist vielschichtig und hat viele Gestalten… Holz, Stein, Ton, Gips, Wachs, selbst Stahl scheinen … ihre je eigene Form gefunden zu haben, die Grenzen zwischen Figuration und Abstraktion aufgehoben, unwichtig geworden zu sein…. Virtuos besonders der Umgang mit Holz.“
„Er arbeitet gleichermaßen perfekt mit Holz und Stein.“

## Werke (Auswahl)

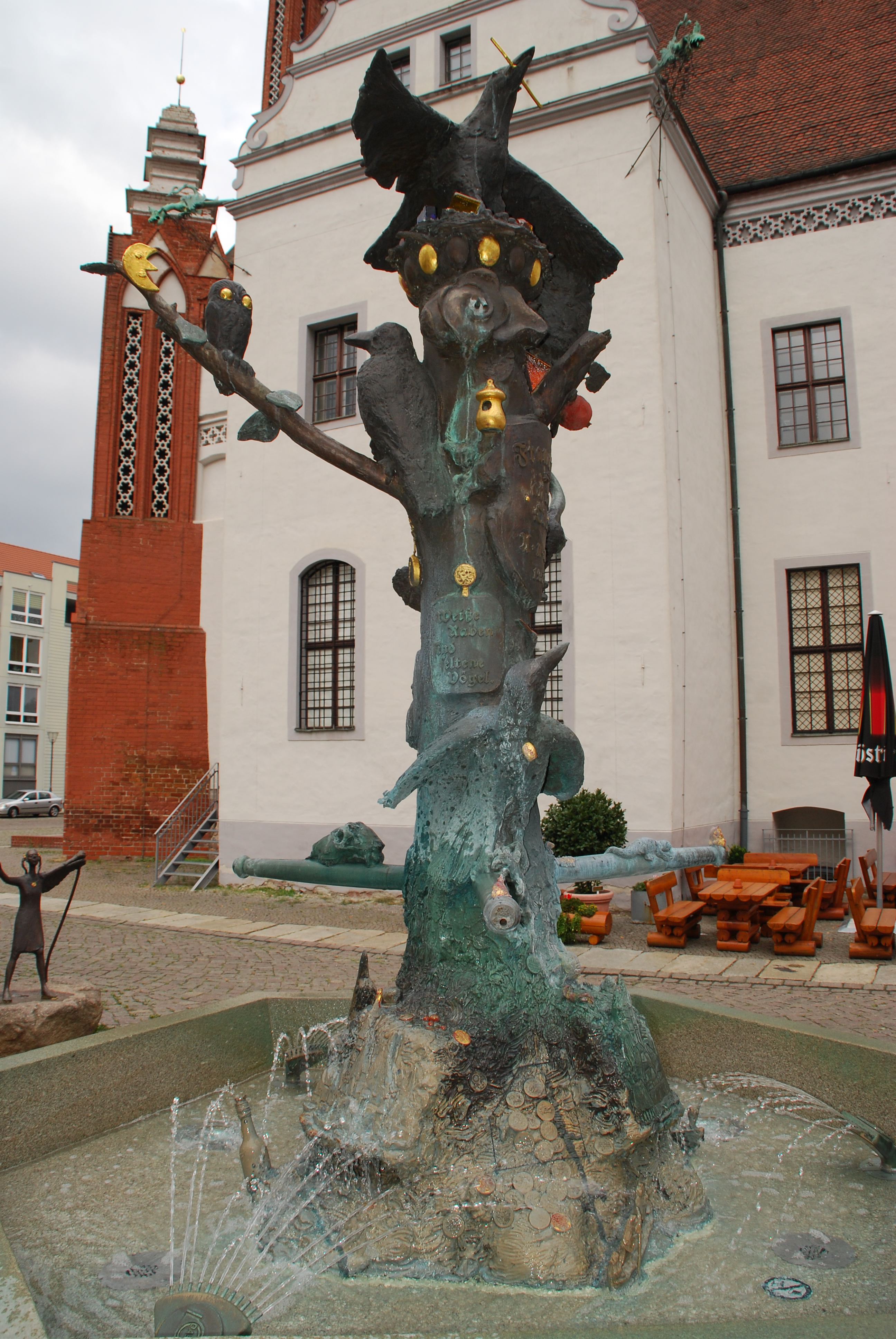
Sieben-Raben-Brunnen auf dem Marktplatz in Frankfurt Oder

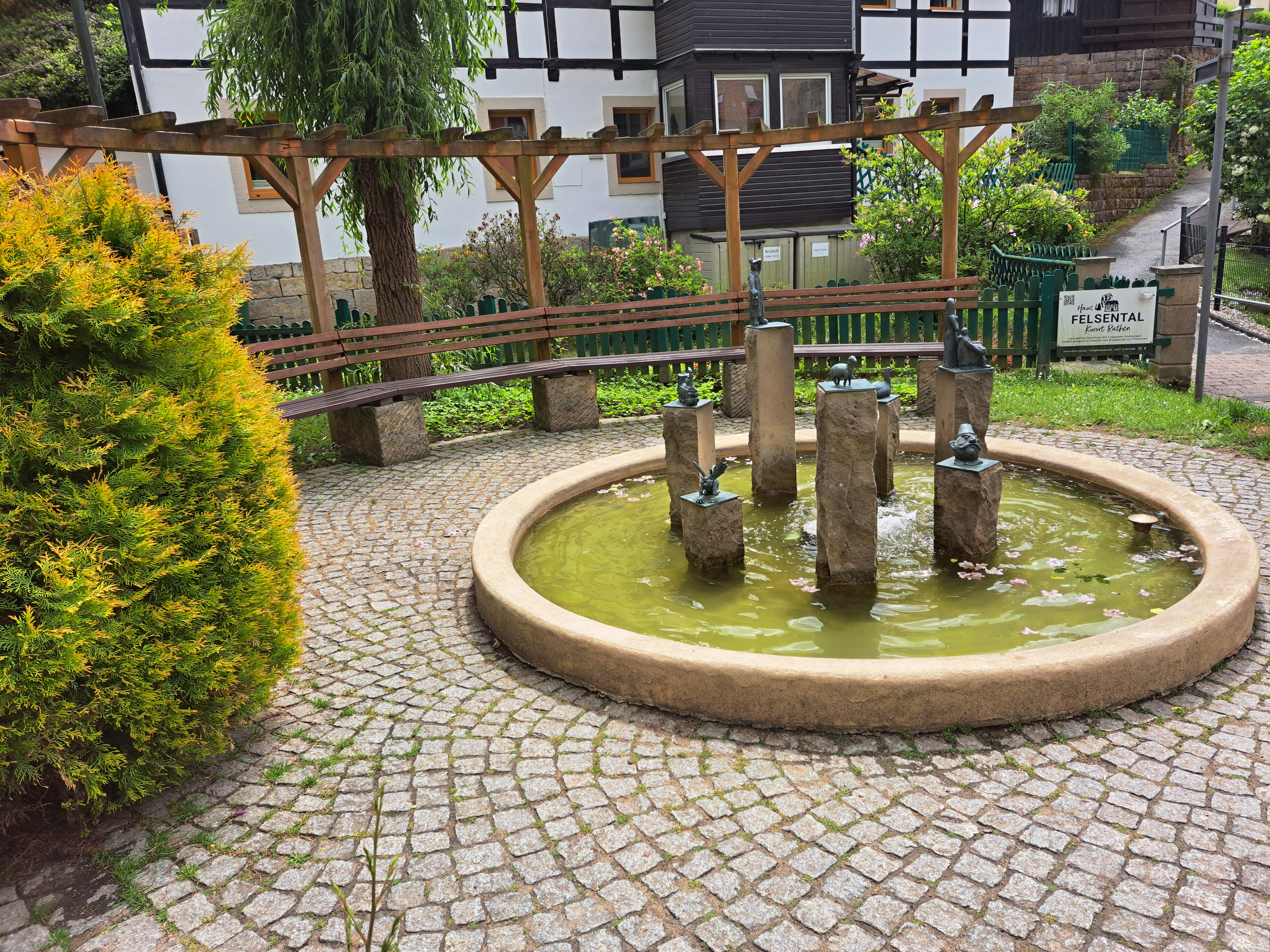
Unsere Rathener Felsenwelt 1997

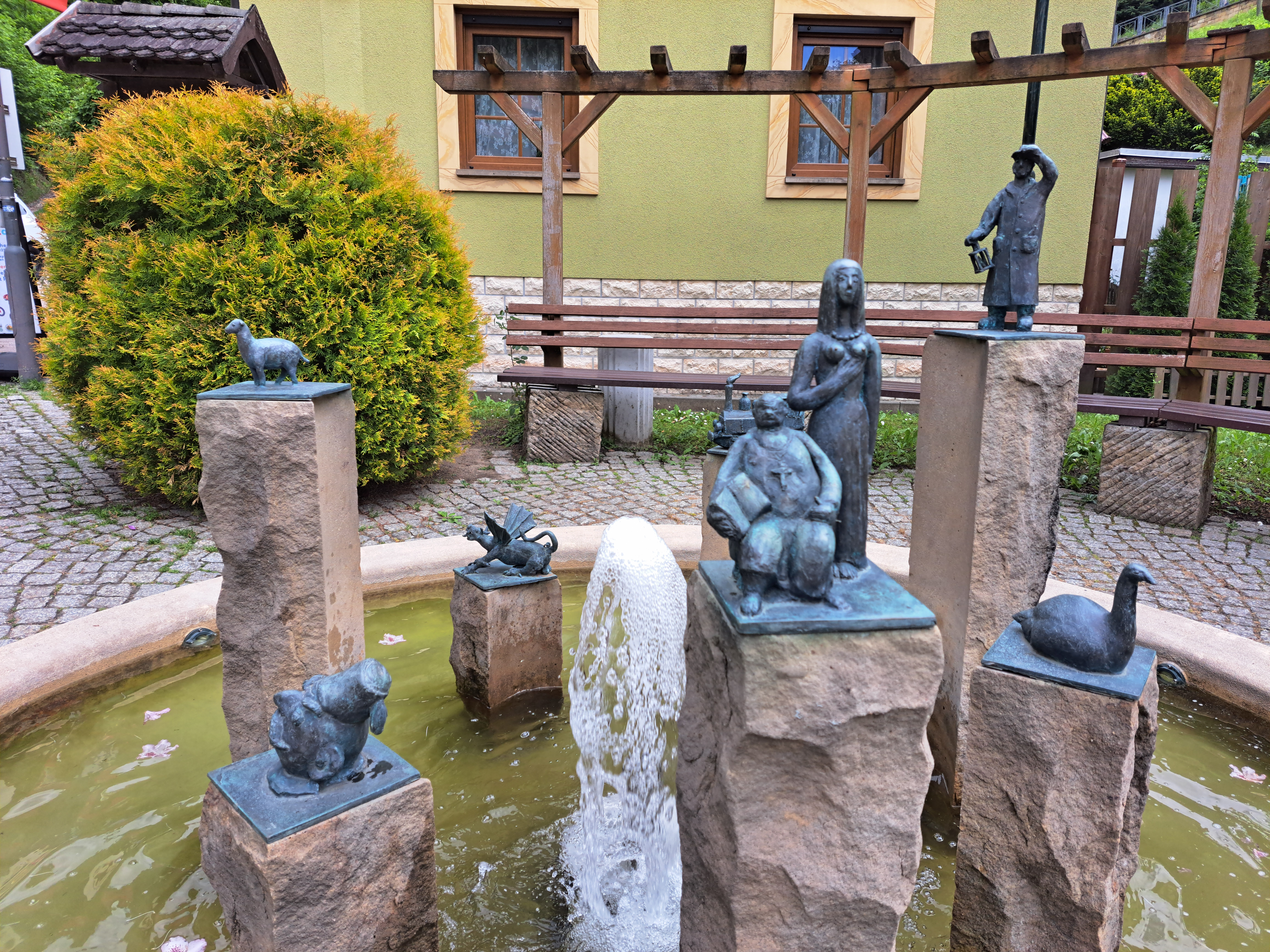
Unsere Rathener Felsenwelt 1997

- Weiblicher Akt mit erhobenem Arm, Nussbaumholz, 1978[4]
- Büste Cornelia Schleime, Bronze, um 1980/85[5]
- Büste G. Kluck, Bronze, 1980/81[6]
- Büste Willi Strache, Bronze, um 1980/85[5]
- Faustkämpfer, Sandstein, 2001
- Hercules, Sandstein[7]
- Appassionata, Bronze, 2009[8]

### Kunst im öffentlichen Raum (Auswahl)
- Bad Freienwalde: Marktbrunnen („Tröpfelbrunnen“). Bronze und Porphyr, 1986
- Seelow: Marktbrunnen („Schäferbrunnen“). Bronze, Sandstein und Stahl, 1988
- Kurort Rathen (Unsere Rathener Felsenwelt)  Bronze, Sandstein, 1997
- Wriezen: Marktbrunnen („Lebensbrunnen“). Bronze, Granit, 1997
- Frankfurt/Oder: Marktbrunnen („Sieben Raben“). Bronze, Granit und Sandstein, 2002

### Grafik (Auswahl)
- Vertreibung (Schablithografie, 1998; Drucker Klaus Wilfert)[9]
- Fünf Lithographien und ein Brief von einem Freund Hannes Schnebli. Künstlerbuch (11. Graphikbuch der Galerie der Berliner graphikpresse), 2003

## Ausstellungen (Auswahl)
Engelhardt hatte seit 1977 etwa 35 Einzelausstellungen und über 70 Ausstellungsbeteiligungen, u. a.
- 1979: Dresden, Albertinum („Junge Bildhauerkunst der DDR“)
- 1982: Berlin ("Plastik und Blumen")
- 1982/1983 und 1987/1988 Dresden, Kunstausstellung der DDR
- 1984: Berlin, Altes Museum („Junge Künstler der DDR“)
- 1985: Berlin, Nationalgalerie („Auf gemeinsamen Wegen“)
- 1986 Frankfurt/Oder, Kabinett der Galerie Junge Kunst (Plastik, Graphik und Zeichnungen)
- 1987: Dresden, Galerie Rähnitzgasse („Wirklichkeit und Bildhauerzeichnung“)
- 1988 Dresden, Kunstausstellung Kühl (Plastik und Graphik)
- 2010 Altranft, Brandenburgisches Freiluftmuseum (Skulpturen; mit Jörg Engelhardt)
- 2012 Berlin, Galerie der Berliner Graphikpresse ("Himmel und Land"; mit Gerhard Wienckowski)

## Publikationen (Auswahl)
- Horst Engelhardt (Hg.): Horst Engelhardt – Skulpturen und Zeichnungen. Findling-Verlag, Werneuchen 2001, ISBN 978-3-933603-14-2.